# ألبرتو فاريلا
ألبرتو فاريلا (16 نوفمبر 1940 – 2015) هو مبارز بالسيف أوروغواياني راحل، مثّل بلاده في الألعاب الأولمبية الصيفية 1968.

## روابط خارجية
ألبرتو فاريلا على موقع أوليمبيديا (الإنجليزية)